# Cuviera
Cuviera es un género  de plantas con flores perteneciente a la familia Rubiaceae.  Se encuentra en África tropical. Comprende 37 especies descritas y de estas, solo 24 aceptadas.

## Taxonomía
El género fue descrito por Augustin Pyrame de Candolle y publicado en Annales du Muséum National d'Histoire Naturelle 9: 222. 1807. La especie tipo es: Cuviera acutiflora
Etimología
Cuviera: nombre genérico que fue otorgado en honor del naturalista francés Georges Cuvier.

## Especies aceptadas
A continuación se brinda un listado de las especies del género Cuviera aceptadas hasta mayo de 2015, ordenadas alfabéticamente. Para cada una se indica el nombre binomial seguido del autor, abreviado según las convenciones y usos.	
- Cuviera acutiflora DC. - desde Liberia a Guinea Ecuatorial
- Cuviera angolensis Welw. ex K.Schum. - Zaïre (Congo-Kinshasa o  República Democrática del Congo), Cabinda, Angola
- Cuviera le-testui Pellegr. - Congo-Brazzaville, Guinea Ecuatorial, Gabon, Zaïre (Congo-Kinshasa o  República Democrática del Congo)
- Cuviera longiflora Hiern - Nigeria, Central African Republic, Camerún, Congo-Brazzaville, Gabon, Bioko
- Cuviera macroura K.Schum. - Benín, Ghana, Guinea, Costa de Marfil, Liberia, Nigeria, Sierra Leona, Camerún
- Cuviera physinodes K.Schum. - Camerún, Guinea Ecuatorial, Gabon
- Cuviera pierrei N.Hallé   - Guinea Ecuatorial, Gabon
- Cuviera subuliflora Benth. - Camerún, Guinea Ecuatorial, Gabon, Zaïre (Congo-Kinshasa o República Democrática del Congo), Congo-Brazzaville, Nigeria, Gulf of Guinea Islands
- Cuviera trilocularis Hiern - Nigeria, Camerún
- Cuviera truncata Hutch. & Dalziel - Nigeria, Camerún

anteriormente incluidas
Las siguientes especies ha sido excluidas de Cuviera basada en los datos morfológicos y moleculares, algunos de ellos aún no han sido transferidos a otro género.
- Cuviera australis K.Schum. = Vangueria lasiantha (Sond.) Sond. - Mozambique, Sudáfrica
- Cuviera bolo Aubrèv. & Pellegr. = Robynsia glabrata Hutch. - Costa de Marfil, Ghana, Nigeria
- Cuviera calycosa Wernham - Nigeria, Camerún, Zaïre (Congo-Kinshasa o República Democrática del Congo), Congo-Brazzaville
- Cuviera migeodii Verdc. - Tanzania
- Cuviera nigrescens (Elliott ex Oliv.) Wernham - from Liberia to Zaïre (Congo-Kinshasa o  República Democrática del Congo)
- Cuviera schliebenii Verdc. - Tanzania, Mozambique
- Cuviera semseii Verdc. - Tanzania, Malawi, Mozambique
- Cuviera tomentosa Verdc. - Tanzania, Mozambique